# George Don
Ne doit pas être confondu avec son père, George Don (1764-1814), également botaniste.
Pour les articles homonymes, voir Don.
George Don est un botaniste écossais, né le 17 mai 1798 à Doo Hillock, Forfarshire et mort le 25 février 1856 à Kensington, Londres. C'est le frère du botaniste David Don (1799-1841).

## Biographie
Son père, nommé aussi George Don, dirige le Jardin botanique d'Édimbourg en 1802.
Il commence à travailler, en 1816, dans les jardins de Chelsea. En 1821, il part au Brésil, dans les Caraïbes et au Sierra Leone afin de  collecter des spécimens pour le compte de la Royal Horticultural Society. La plupart de ses découvertes furent décrites et publiées par Joseph Sabine (1770-1837), Don publiant la description de quelques nouvelles espèces du Sierra Leone.
L'œuvre principale de Don est constituée des quatre volumes d’A General System of Gardening and Botany, qui paraît entre 1832 et 1838. Il révise aussi le premier supplément de l’Encyclopaedia of Plants de John Claudius Loudon (1783-1843) et réalise un arrangement suivant les règles de la nomenclature linnéenne d'un autre ouvrage de Loudon, l’Hortus Britannicus. Il est aussi l'auteur d'une monographie sur le genre Allium et d'une révision du genre Combretum.
Parmi les plantes décrites par George Don, il faut citer :
- Acacia cyclops G.Don
- Acacia deltoidea G.Don
- Acacia holosericea G.Don
- Acacia podalyriifolia G.Don
- Acacia rigens G.Don
- Catharanthus roseus (L.) G.Don
- Daviesia physodes G.Don
- Grewia biloba G.Don
- Isotoma scapigera (R.Br.) G.Don
- Lagunaria patersonii (Andrews) G.Don
- Ludwigia hyssopifolia (G.Don) Exell
- Modiola caroliniana (L.) G.Don
- Sagina maritima G.Don
- Sphenotoma squarrosum (R.Br.) G.Don
- Swainsona formosa (G.Don) Joy Thomps.

George Don meurt à Kensington, Londres, le 25 février 1856.